# Lestes silvaticus
Lestes silvaticus is een libellensoort uit de familie van de pantserjuffers (Lestidae), onderorde juffers (Zygoptera).
De wetenschappelijke naam van de soort is voor het eerst geldig gepubliceerd in 1951 als Chalcolestes silvaticus door Schmidt.